# Hippolyte Herménégilde Tell
Hippolyte Herménégilde Tell né le 19 décembre 1865 et décédé le 5 mars 1931 à Cayenne en Guyane. Il fut le premier directeur noir de Guyane au Bagne de Saint-Laurent-du-Maroni.

## Biographie
Herménégilde Philippe Hippolyte Athénodore Tell est né le 19 décembre 1864 à Cayenne au 23 rue de Choiseul - actuelle avenue du Général de Gaulle - fils de Hippolyte Tell âgé de vingt-sept ans à sa naissance, tonnelier, et de Eudora Résumé.
Son père Hippolyte avait 10 ans en 1844 lorsque fut aboli l'esclavage dans les colonies françaises. La fiche provenant des Archives nationales d'outre-mer précise que Tell Hippolyte, alors âgé de 10 ans, était esclave à l'Habitation La Ressource, chez la veuve Lemarinier, à l'Île de Cayenne, quartier de Remire avec toute sa famille. Hippolyte était le fils de Guillaume (42 ans) et de Cécile Base (45 ans) et avait deux autres frères et une sœur : Édouard (17 ans), Auguste (15 ans), et Rosillette (7 ans) au moment où ils furent déclarés « nouveaux libres » en 1848.
Hippolyte Tell, père d'Herménégilde, était lui-même tonnelier de 2e classe dans l'administration pénitentiaire depuis le 6 août 1861 au magasin des subsistances à Cayenne. Il est notamment cité dans une décision du Gouverneur en date du 1er février 1862 qui détermine la solde et le supplément des boulangers et des tonneliers employés à Cayenne et sur les établissements pénitentiaires. Il y est indiqué que la solde annuelle des tonneliers passait de 1,080 francs à 1,095 francs au 1er février 1862.
Une autre décision du Gouverneur daté du 30 juin 1877, précise qu'Hippolyte Tell, distributeur de vivres de 1re classe, est nommé à partir du 1er juillet suivant, second commis aux vivres de 2e classe, à la solde annuelle de 1,700 francs, soit 900 francs pour la solde d'Europe et le supplément colonial de 800 francs. Alors qu'il était affecté à Saint-Laurent-du-Maroni depuis septembre 1874, il est nommé le 13 juillet 1877 commis aux vivres de 2e classe au pénitencier de Cayenne, en remplacement du sieur Carrera, qui a reçu une autre destination. Le 1er janvier 1883, le sieur Tell Hippolyte est nommé second commis aux vivres de 1re classe avec une solde annuelle de 2,175 francs.
Hippolyte Tell, commis aux vivres de la Marine, est décédé le 9 avril 1885 à l'âge de 47 ans à son domicile de Cayenne, au numéro 78 rue de la Provence (actuelle rue du Lieutenant Goinet).
Nota : Le 20 octobre 1877, le Gouverneur accorde à Herménégilde Tell, ainsi qu'à d'autres élèves, vraisemblablement en raison des faibles revenus de son père, la gratuité exceptionnelle pour poursuivre ses études au Collège de Cayenne. Cette Décision portait concession de bourses au Collège de Cayenne et à l'externat des Sœurs de Saint-Joseph de Cluny.

## Carrière professionnelle
Herménégilde Tell entre dans l'administration pénitentiaire le 13 mars 1883 à l'âge de 17 ans comme commis de 3e classe sur décision ministérielle, notifiée le 29 mars du même mois. Il sera appelé sur décision du directeur de l'administration pénitentiaire à servir à Saint-Laurent-du-Maroni le 13 septembre 1883, en remplacement de M. le Teste, employé du même grade, rappelé au chef-lieu. Il sera désigné au choix et à l'ancienneté commis de 2e classe le 1er juillet 1886 avec une augmentation de solde de 200 francs.
Il est à noter qu'un commis débutant de 3e classe de l'administration pénitentiaire avait en 1882 une solde annuelle de 2,500 francs alors qu'au sommet de la hiérarchie, un directeur de l'administration pénitentiaire dans les colonies gagnait 14,000 francs par an.
De commis rédacteur de 3e classe le 1er juillet 1887, il avancera progressivement les échelons pour devenir commis rédacteur de 1re classe le 1er juillet 1892. Le 1er janvier 1895, il est nommé sous-chef de bureau de 3e classe pour atteindre le grade de sous-chef de bureau de 1re classe le 1er mai 1900.
Le 1er janvier 1904, il est nommé chef de bureau de 3e classe avant de devenir chef de bureau de 1re classe le 25 juillet 1907. Il sera nommé sous-directeur de l'administration pénitentiaire le 13 avril 1915. En juillet 1914 alors qu'il n'est alors que chef de bureau de 1er classe, puis en novembre 1916 et en avril 1917, Herménégilde Tell est nommé « directeur p.i » de l'administration pénitentiaire de la Guyane en remplacement du titulaire (retraite / maladie).
Il devient directeur de l'administration pénitentiaire coloniale de Guyane le 4 septembre 1919 jusqu'au 1er juillet 1925, date de son départ à la retraite, à l'âge de 60 ans.
Il est à noter qu'un arrêté du Gouverneur de la Guyane du 19 janvier 1923 nommait Herménégilde Tell, en sus de ses fonctions de directeur de l'administration pénitentiaire, Président du Conseil du contentieux administratif pour l'année 1923. Aujourd'hui, ce Conseil s'appellerait Tribunal administratif ... Herménégilde Tell a aussi exercé diverses fonctions de juge au tribunal de première instance aussi bien à Cayenne qu'à Saint Laurent du Maroni.
Son départ à la retraite « forcé » est dû à l'insistance du gouverneur Chanel qui trouvait qu'Herménégilde Tell n'était pas à la hauteur du poste qu'il occupait. Ce revirement brutal des excellentes appréciations habituelles attribuées à ce directeur de l'administration pénitentiaire était-il dû à ses capacités devenues insuffisantes, au soutien de l'intéressé à Jean Galmot ou fait suite à la visite du journaliste Albert Londres en Guyane en 1923 ... ?
Dans son ouvrage « Au Bagne » (Bnf, p. 141), Albert Londres relate sa visite à Saint Laurent du Maroni en ces termes : « Saint Laurent du Maroni est le royaume de l'administration pénitentiaire. C'est une Royauté absolue, sans Sénat, sans Chambre, sans même un petit bout de conseil municipal. C'est la capitale du crime. Le roi règne et gouverne, c'est M. Herménégilde Tell, un nègre. Son premier ministre est M. Dupé, un blanc ».
Pour l'anecdote, les bagnards n'appréciaient pas beaucoup le directeur de l'administration pénitentiaire qu'il surnommait le « Machoiran », comme le poisson de Guyane du même nom, en raison semble-t-il de ses yeux un peu globuleux.

### Activités diverses après sa retraite
L'intéressé aurait tout d'abord exercé les fonctions d'avocat puis de conseiller général et de conseiller municipal de la ville de Cayenne en 1928 avec l'équipe de J. Galmot. Il a exercé, après le décès de J. Galmot, les fonctions de Secrétaire général du Parti de la Liberté. Dans un récapitulatif de sa carrière, il est indiqué qu'Herménégilde Tell était titulaire d'une licence en droit obtenu en 1894. On peut supposer qu'il aura préparé son diplôme universitaire tout en travaillant dans l'administration pénitentiaire. Il se rendra à cette occasion en France pour passer sa licence.
Herménégilde Tell avait cependant été battu lors du scrutin du 21 juin 1925 devant élire un Conseiller général de la 2e circonscription (Approuague - Oyapoc - Kaw). Il avait été battu au premier tour par Paul Claire, élu avec 199 voix, contre 126 pour Herménégilde Tell.

### Franc-maçonnerie et décorations diverses
Herménégilde Tell a intégré la loge maçonnique de la France Equinoxiale en 1893. Cette loge a été créée à Cayenne en 1844. Il sera nommé Vénérable de la loge à deux reprises. L'intéressé avait atteint le haut « grade » de franc-maçon 33e degré...

## Vie privée
Herménégilde Tell se marie à Cayenne le 13 décembre 1887 avec la demoiselle Joséphine, Rose, Elisabeth Halmus, sans profession, née à Saint-Laurent-du-Maroni le 16 février 1866. Celle-ci est la fille légitime d'André Halmus, commis aux vivres dans l'administration pénitentiaire et de dame Octavie Pollux, demeurant à Cayenne.
Le couple aura trois enfants : Guillaume né en 1889, Eugénie née en 1891 et Charles né en 1894. Eugénie Tell épousera Félix Eboué le 14 juin 1922. Après avoir été institutrice à Saint Laurent du Maroni, elle rejoindra son mari en Afrique (Oubangui-Chari) en 1923. Elle mènera une vie exceptionnelle aux côtés de son illustre mari et aura elle-même une très belle carrière politique jusqu'à sa mort survenue en 1972.
Au décès de son épouse en 1924, Herménégilde Tell aura deux autres enfants avec la demoiselle Julienne Félix : Roger né en 1926 et Charlotte née en 1928.
Il décédera le 5 mars 1931 à son domicile de Cayenne, au 54 rue Mme Payé, à l'âge de 66 ans. Son domicile, qu'il avait acheté en 1890, deviendra bien plus tard en l'an 2000 une annexe du Musée des Cultures guyanaises qui se trouve au no 78 de la même rue.

## Décorations
L'intéressé a reçu au cours de sa carrière professionnelle un certain nombre de distinctions et de titres honorifiques :
- Chevalier du Dragon d'Annam, le 25 octobre 1899
- Officier d'académie, Arrêté du 1er mars 1903
- Médaille d'honneur pénitentiaire coloniale, Arrêté ministériel du 30 janvier 1917
- Chevalier de la Légion d'honneur, décret du 19 janvier 1919
- Officier de l'ordre d'Orange Nassau, le 14 septembre 1922